# Едвард III Плантагенет
Едвард III (13. новембар 1312 — 21. јун 1377) је био један од најуспешнијих енглеских краљева у средњем веку. Био је син Едварда II и Изабеле Француске. Владао је 50 година, од 1327. до 1377. године. Током његове власти Енглеска се проширила на Шкотску и делове Француске. Повезан је са два дуга и значајна рата европске и енглеске историје, са Стогодишњим ратом и Ратом ружа.
Носио је титулу краља Француске од 1340. на основу свог порекла од краља Филипа IV, тако да су енглески краљеви ту титулу носили све до 1802. године.

## Рани период власти
Отац му је био краљ Едвард II, а мајка Изабела Француска.
Едвард III је крунисан 25. јануара 1327, када је имао 14 година. Имао је 13 деце, од чега 5 синова, који су доживели зрелост. Најстарији син је био престолонаследник и чувени војсковођа Едвард Црни Принц, који је имао епитет црни због црног оклопа. Ипак, Едвард Црни Принц није доживео да буде краљ.
Његов ујак Карло IV Лепи умире у Француској без мушких наследника. Браћа Карла IV Лепог су исто умрла без мушких наследника. Карло IV Лепи је имао сестру Изабелу Француску, мајку Едварда III. Тиме Едвард III постаје најстарији мушки наследник краља Филипа IV Лепог (оца Изабеле Француске и Карла IV Лепог). С друге стране Французи сматрају да је Филип VI Валоа наследник, јер је син Карла Валоа, који је брат Филипа IV Лепог. По Французима и Салијском закону наслеђивање не може ићи кроз женску линију.
Изабела Француска и њен љубавник Роџер Мортимер су суделовали у збацивању краља Едварда II са престола. Едварда III су поставили да буде краљ са 14 година, а фактички су његова мајка Изабела Француска и Мортимер владали у име Едварда III. Кад је Едвард III у новембру 1330. испунио 18 година он преузима пуну контролу. Мортимера баца у затвор и суди на смрт, а мајку Изабелу Француску склања од власти.
Током власти Едварда III стално се ратовало са Шкотском, али много више са Француском. Његов први војни успех је битка код Халидон Хила 1333, у којој побеђује Давида II Шкотског.

## Стогодишњи рат
Филип VI Валоа започиње 1337. Стогодишњи рат против Енглеске са жељом да добије Аквитанију. Едвард III је ушао у савез са Фландријом. У почетку рата Француска је имала више успеха. После битке код Слија 1340, француска флота престаје доминирати и нападати енглеска насеља. Едвард III се 1340. формално проглашава краљем Француске.
Освојио је и попалио Нормандију 1346, а након тога у бици код Кресија 1346. великом победом је докрајчио мит о француским витезовима. Након тога 1347. осваја Кале, а у борби против Шкота заробљавају Давида II.
Појава куге 1348. зауставља војне походе и једне и друге стране.
Едвард Црни Принц је био принц престолонаследник. Извршио је инвазију Гаскоње 1356. и победио у бици код Поатјеа. При томе је заробио француског краља Јована II Доброг. Едвард III је поново нападао Француску после жакерије, побуне сељака 1358. у Француској. Међутим не успева да освоји ни Париз ни Ремс.
Први део Стогодишњег рата завршио се 1360. споразумом у Бретањи, по коме Енглезима припада Аквитанија и Кале, а Французи треба да плате огроман откуп за свога краља.
После доласка на власт Карла V Мудрог Французи су избегавајући велике битке освајали град за градом у Аквитанији.

### Почетак рата
Рату је претходила сложена дипломатска припрема. Едвард III је развио читав систем савеза. Помоћу злата привукао је на своју страну немачког цара и неколико немачких кнежева. Филип VI је тада објавио конфискацију Гијене. Као одговор на то енглески краљ је истакао своја права на француску круну и бацио рукавицу Филипу. Ратне операције које су одмах за тим почеле показале су да је Едвард успео да се припреми за рат боље него Филип VI. Савез с богатим фландриским градовима обезбедио је Едварду III велика новчана средства. Он је провео реорганизацију енглеске војске. Језгро енглеске војске постала је најамничка пешадија којој је дисциплинованост обезбедила премоћ над неуређеним одредима француских ритера, који нису умели да се боре у заједничком строју. Едвард III је организовао корпус стрелаца, тада најбољих у читавој Европи, чије су стреле погађале на растојању од 350 метара.
У почетку Французи су били успешнији.

### Битка код Слија
На мору Французи су нападали и палили градове на јужним и југоисточним деловима Енглеске. Енглези су изводили понеку одмазду, али Французи су били много јачи. Француски краљ издаје наредбе 1339. да се припреми инвазија Енглеске и у ту сврху почиње припремати флоту код Слија (Еклиза), града који лежи на ушћу Шелде. Међутим у јуну 1340. Енглези нападају луку и уништавају француску флоту у бици код Слија јуна 1340. године. Том су победом Енглези постали господари на мору. Што се тиче ратних операција на суву, које су сада биле пренете на француску територију, оне су вођене споро и нису доводиле до одлучних резултата. Али се затим показало да је премоћ потпуно на страни Енглеза. Тиме је окончана опасност инвазије на Енглеску.

### Француска успешнија на почетку рата
У копненом рату Едвард III се концентрисао на Фландрију и Холандију, где добија савезнике дипломатијом и поткупљивањем. У првом нападу на Пикардију 1339. Филип одбија да се суочи са Енглезима, па Едвард није могао чекати, јер је остао без новца. Враћа се у Енглеску да подигне још новца. Враћа се јула 1340, па опседа Турне. Филип опкољава нападаче, али не нуди битку. Едвард III поново остаје без новца и тајно напушта Фландрију, да избегне оне који су му позајмили новац.

### Рат за Бретању
Рат је у том почетном делу био успешан за Французе. Успешно су спроводили фабијанску стратегију избегавања битке, чиме је противника доводио до нагомилавања дугова. Током 1341. конфликт око наследства војводства Бретање претвара се у Рат за бретонско насљеђе. У том рату Француска и Енглеска подржавају два супротстављена претендента. Градови прелазе неколико пута из руке у руку, а Енглези постављају своје гарнизоне у Бретањи. Још увек је Француска била надмоћнија. Долази до преговора 1343, али Француски краљ одбија Едвардов предлог да се рат заврши предајом војводства Аквитаније Едварду под пуни суверенитет.

### Енглески напад 1345. и пад Нормандије
Следећи напад уследио је 1345, када Енглези враћају поједине градове у Аквитанији изгубљене у Сан Сардоском рату. У Бретањи су Енглези такође остварили извесне добитке. Французи су одговорили 1346. контранападом на Аквитанију и опсадом Егиљона и грофа Дербија. Едвард III користи заузетост француске војске у Аквитанији, па заузима палећи и пљачкајући велик део Нормандије укључујући Кан. Намеравао је да иде даље, али се повлачи када је француски краљ Филип VI Валоа скупио велику војску код Париза.

### Битка код Кресија
Едвард се припремио за битку код Кресија. Филип је планирао да нападне следећег дана, међутим војска му је била у нереду и нестрпљива да започне битку. У бици код Кресија 1346. много бројнија француска војска је тешко поражена, а Филип је једва избегао заробљавање.

### Пад Калеа
Едвард је преузео иницијативу, а Французи прекидају са опсадом Егиљона у Аквитанији. Енглеска војска је кренула у опсаду Калеа, који се чврсто држао. Филип шаље у јулу 1347. војску да ослободи град опсаде, али овај пут је Едвард имао довољно новца да издржи без одлучне битке. Едвард је у међувремену унапредио порескни систем у Енглеској, а Нормандију је био опљачкао. Филип је отишао у августу, а Кале пада у руке Енглеза. Заузимање те луке донело је Енглезима важно упориште у Француској. Кале је остао у власти Енглеза до 1558. године.

### Битка код Поатјеа
Стогодишњи рат доносио је нове успехе Енглезима. Они су искористили проблеме унутар Француске, па нападају 1355. Лангдок и Гаскоњу. Француски краљ Жан II је у бици код Поатјеа 19. септембра 1356. претрпео понижавајући пораз од Едварда Црног Принца.
У тој је бици Жан заробљен и одведен у Лондон са многим другим француским ритерима. Као енглески затвореник уживао је краљевске привилегије, тако да је могао да путује и живи краљевским животом. Пораз код Поатјеа довео је Француску у критичан положај.

### Бретонски мир
1360. године Француска је морала да закључи са Енглеском мир у Бретањи под врло тешким условима. Енглеска је знатно проширила своје поседе на југозападу Француске, у Аквитанији, она је сем Гијене добила Поату и неколико других области. Сем тога, Енглезима је на северу остао Кале. Тај град са околином представљао је за Енглезе огромну вредност. Он је по положају Енглеској био најближи и налазио се насупрот једне од главних енглеских лука — Довера. Кале је за Енглеску постао најважнији трговачки центар, стоваришно место за енглеску робу која је слата у Европу. Сем тога, Кале је био важна тврђава и најподесније место за искрцавање енглеских трупа.
Бретонски мир је омогућио Француској да предахне.

### Обнова рата
1369 г. непријатељства су обновљена. Али су се у то доба у Француској племство и градски врхови, заплашени и војним неуспесима и још више револуционарним покретом сељаштва и градске сиротиње, тесно збили око краља. Нови краљ, Карло V, провео је неколико важних финансијских и војних реформи. Енглези су трпели неуспех за неуспехом. Аквитанија је устала против Енглеза, чија јој владавина није доносила ништа друго до пореза и војног пустошења. 1375 г. било је закључено примирје, по коме је у рукама Енглеза остало само неколико приморских градова међу којима су били Кале, Бајон и Бордо.

## Домаћи догађаји и лични живот
Док је Едвард ратовао ван земље власт је остављао у рукама свог млађег брата. Енглеска је економски напредовала развојем трговине вуном, али куга звана Црна смрт је имала значајан утицај на Енглеску и њен просперитет.
Порези на земљу су пре њега били главни извор краљевских прихода. Едвард је увео нове порезе на трговину, који су постали главни извор прихода. Све до Едварда III француски је био главни језик енглеског племства, али Едвард III то мења и доноси 1362. закон по коме је енглески службени језик у судовима.
Како се суочавао са поразима у Француској, тако је тражио од парламента да доносе нове порезе на трговину вином и вуном. Поново избија куга (1374—1375).

### Парламент
Средином XIV века почео се парламент делити на два дома, горњи дом или дом лордова и доњи, или скупштину. У горњем дому заседали су врхови феудалног друштва — архиепископи, епископи, опати великих манастира и најкрупнији барони. Горњи дом представља директног наследника великог већа из XI и XII века. У доњем дому заседали су ритери и грађани. Ритери су бирани на скупштинама по грофовијама (по два ритера из сваке грофовије) јавним гласањем. Енглеске грофовије слале су у парламент 74 ритера. Едвард I позивао је у парламент по два представника из 165 енглеских градова. Сваком граду је било препуштено да по свом нахођењу доноси правила о изборима. У већини случајева у изборима је учествовао само мали привилеговани горњи слој.
За разлику од француских државних сталежа, где су сва три сталежа заседала одвојено, у енглеском парламенту ритери су заседали у истом дому с буржоазијом. На тај начин, између ритера и буржоазије у Енглеској није било непрелазне преграде као у Француској. Узрок томе лежи у раном развитку робно-новчаних односа на енглеском селу. Енглески се феудалац бавио трговином и у њој није видео ништа нечасно. Енглески феудалци, нарочито ритери, нису експлоатисали само рад зависних сељака већ и најамни рад надничара. Међутим, француски је феудалац живео искључиво од феудалне ренте. За њега се човечанство делило на племените — господу, који добијају феудалну ренту, и на прост народ, који је плаћа. Међу последње он је убрајао и грађане. У Енглеској није било оне огорчене борбе између феудалаца и грађана, која је оштро поделила сталеже на континенту. Ако се не узме у обзир бројчано мали горњи слој феудалне класе, у Енглеској се није образовала затворена и наследна племићка каста као у Француској. Сваки слободни земљопоседник, без обзира на своје порекло, могао је, и чак је био дужан да постане ритер, ако његов годишњи приход износи 20 фунти стерлинга. Стога је енглеско племство попуњавано људима из других сталежа. У исто време, пропали племић, који би изгубио свој земљопосед, самим тим је испадао из редова племства. Енглеско племство апсорбовало је најснажније елементе из других сталежа и избацивало из своје средине све ослабљене елементе. Тим се објашњава његова необична виталност и способност прилагођавања. Одсуство оштре границе и непомирљивог непријатељства између ритера и грађана одваја енглески парламент од француских државних сталежа и објашњава различитост њихове судбине, далеко већу политичку улогу и виталност парламента.
У XIV веку расте утицај парламента и шире се његове компетенције. Парламент учвршћује право да потврђује и непосредне и посредне порезе. Крајем XIV века парламент добија контролу над трошењем сума добијених од пореза. Расте и законодавна власт парламента. Статуте (законе) издаје краљ и горњи дом понекад на захтев скупштине. У XV веку сагласност оба дома на статут постаје обавезна.

### Локални судови
Током XIV века постепено нестају феудалне курије за слободне људе. Остају само властелинске курије за вилане. Сваки значај губе и судске скупштине сатнија и грофовија. Функције тих установа прелазе делом на краљевске судове општег права, делом на локалне судије. Установа локалних судија учвршћује се у Енглеској у XIV веку. Постављао их је краљ из редова утицајних земљопоседника у грофовији. Њихове главне функције су биле да чувају мир, угушују немире и хапсе кривце, другим речима судско-полицијско обезбеђење интереса владајуће класе у унутрашњости.

### Црна смрт
1348 г. навалила је на Енглеску са Истока куга која је остала у сећању људи под именом »црне смрти«. Тешко је рећи колико је света помрло у време те куге. Неки историчари мисле да је помрла трећина целокупног становништва Енглеске, други половина, док неки ту цифру пењу на две трећине. Спорно је и питање колико су биле дубоке промене које је »црна смрт« изазвала у економском животу Енглеске. Изгледа да »црна смрт« Енглеску није захватила равномерно: у неким местима је оставила страшну пустош док је друга много слабије захватила. »Црна смрт« није уопште скренула развитак енглеског села на нови пут, већ је заоштрила оне процесе који су се већ пре ње развијали у Енглеској. »Црна смрт« је истребила знатан део радног становништва града и села. Услед тога је тражња радне снаге знатно порасла, а уједно с тим скочиле су наднице. Скок надница објашњава се и тиме што су одмах за кугом наишле сточне заразе и неродица. Скочиле су цене житу и свим животним намирницама.
У то је доба новчана рента постала владајућа форма ренте у Енглеској, особито на малим ритерским поседима. Властелинска је земља тамо обрађивана првенствено уз помоћ најамне радне снаге. Но и на оним крупним, углавном манастирским поседима, где је још задржан кулук, а најамни рад играо само помоћну улогу, сада је овај последњи добио велики значај, пошто је смрт покосила многе вилане-кулучаре, а они који су остали живи нису могли да раде и уместо мртвих (ма да су лордови покушавали да их натерају да узму деонице преминулих суседа и да сносе њихове обавезе).
Пред енглеске земљопоседнике поставило се питање, где да нађу раднике и како да их натерају да раде за ниску надницу. Исто се питање поставило и пред изнајмљиваче радне снаге у занатству. Одговор на то било је »радничко законодавство«.

### Радничко законодавство
Краљевска ордонанса (Ордонансом се називао краљевски указ, статутом се називао закон, који би потврдио краљ на предлог парламента.) из 1349 г. је прописивала да сви мушкарци и жене који нису старији од 60 година, а немају сопствене земље ни других средстава за живот, ступају у најам код оног који жели да их узме, и то за плату која је била уобичајена пре куге. Притом сениори имају право да држе код себе кметове, али не у већој количини но што је то нужно. За отказивање најма у таквим условима, за напуштање унајмљивача пре истека рока претила је тамница. Глобе су ударане и на оне који би узимали вишу надницу него пре куге и на оне који би је давали.
1351 г. Доњи дом обратио се краљу са жалбом да се ордонанса о надницама не извршава. На молбу парламента издат је »Статут о радницима«. Статут је врло детаљно поновио основне ставове ордонансе из 1349 г. и појачао казне за њихово нарушавање. Но, док су се изнајмљивачи за нарушавање закона кажњавали глобом, раднике су окивали и бацали у затвор. Но ни статут није имао дејства које се од њега очекивало, и Доњи дом више пута се обраћао краљу с молбом за предузимање мера против његових прекршилаца. Нови закони стално повећавају строгост казни за прекршиоце статута. Раднике који би напустили своје изнајмљиваче гоне, стављају ван закона, жигошу усијаним гвожђем (»Статут о радницима« 1361 г.). Прогонима су били изложени сваковрсни савези које су међусобно склапали радници ради борбе за надницу. Претрес преступа у вези с радничким законодавством прешао је у руке главног органа класног обрачунавања у унутрашњости — локалних судова. Маркс даје јасну карактеристику основних тенденција тог законодавства: »Законодавство о најамном раду, које је од самог почетка било удешено ради експлоатисања радника и које је у свом развитку остало стално подједнако непријатељски расположено према њему, започело је у Енглеској 1349 са Statute of Labourers Едварда III«. »Дух радничког закона од 1349 и закона који су му следили најбоље се схвата из чињенице да је држава додуше декретирала максимум најамнине, али доиста не и минимум.
На бази радничког законодавства долазило је до сукоба у самој феудалној класи. У буџету крупног феудалца, који је углавном живео од феудалне ренте, издаци на најамнину играли су другостепену улогу. За ритера с малим поседом, чију су властелинску земљу обрађивали првенствено надничари, исто као и за градског занатлију питање се најамнине много оштрије постављало. Крупни феудалци у потрази за радном снагом често газе статуте, дају вишу надницу и не устручавају се да примамљују раднике својих суседа. Било је случајева да великаши приређују праве оружане нападе на суседе и отимају им раднике. Разумљиво је да је код издавања свих нових закона против радника и предузимању других мера против оних који крше те законе иницијатива припадала Доњем дому. Солидарност Доњег дома јасно се испољила у »радничком законодавству« Едварда III и његовог наследника Ричарда II. Радничко законодавство било је оруђе класне политике оног дела земљопоседника, који су постепено напуштали феудалну производњу, а исто тако и занатских предузимача.

### Феудална реакција
На поседима крупних феудалних лордова, особито духовних лордова, још је потпуно преовлађивала феудална експлоатација, а најамни рад имао је само помоћни карактер. За крупног феудалца главни извор прихода и даље је била феудална рента. Стога његови напори нису били усмерени толико на то да се снизи најамнина колико да се повећа феудална рента. Лордови почињу све више да притискују сељаке и да од њих захтевају све више дажбина и работа. Понекад они почињу да се с новчане ренте враћају натраг, на радну ренту, да би надокнадили губитак радне снаге на властелинском газдинству. То појачавање феудалне ренте и враћање на њене најтеже форме, та феудална реакција била је једна од последица »црне смрти«. Феудална реакција представљала је начин помоћу кога су лордови, стојећи на тлу феудалне производње, настојали да надокнаде себи губитак радне снаге и феудалне ренте.

### Црква и државна власт
Рат с Француском довео је Енглеску у непријатељске односе према папској столици, која се у то време налазила у Авињону и подржавала француске краљеве. Краљевску власт у Енглеској притискивала је зависност од папа која је створена у доба Јована и Хенриха III, и она је почела да проводи низ мера које су ишле за ослобођењем од те зависности. 1353 г. издат је статут, који је забранио изношење преступа енглеских поданика пред папски суд. Едвард III отказао је папи плаћање данка од 1 хиљаде фунти стерлинга, који је установљен у време Јована Без Земље. У Енглеској почиње да се шири покрет, који је поставио за циљ широку реформу цркве. За питање црквене реформе били су везани многи различити интереси. Краљевска власт је тежила да ослободи енглеску цркву папског утицаја и да је потчини краљу. Краљевска власт и парламент гледали су с незадовољством на то што црква, која је накупила грдна богатства, на све могуће начине избегава порезе, који су тешко падали на остало становништво у доба Стогодишњег рата. Краљ је тежио да стави руку на земљишне поседе цркве. Политички утицај вишег свештенства изазвао је гнев краљеве околине.

### Виклиф
Ова тенденција краљевске власти нашла је подршку међу ритерима и буржоазијом, који су непријатељски гледали на богату феудалну цркву и тежили да се она реформише. Представник тих реформних струја био је професор Оксфордског универзитета Џон Виклиф. Виклиф је иступио против папиних претензија. Тврдио је да папа нема права да од Енглеске захтева ма какве дажбине, да црква има и сувише много имања и да краљ има право да јој одузме њене богате поседе.
Папа је затражио да се Виклифу суди, али га је државна власт узела под своју заштиту. На његову страну стала је лондонска буржоазија. Међу градском сиротињом која је мрзела цркву због угњетавања и дажбина име Виклифа почело је да ужива популарност. Када су епископи, испуњавајући наређење папе, почели да суде Виклифу, упали су лондонски грађани у судску дворану и силом их приморали да прекину суђење.
Сада је Виклиф иступио одлучније. Изражавајући тежње буржоазије, он је почео да захтева корениту реформу цркве. Изнео је критику основних догми католичке цркве, одбацујући свештенство, многе обреде, индулгенције, тајну исповест, поштовање светаца и тајну транссупстанцијације. Свето писмо прогласио је за једини извор вере. Да би га учинио приступачним буржоазији, потпомагао је превођење библије с латинског на енглески језик. Виклифове идеје током следећа два века извршиле су врло јак утицај на учења свих буржоаских реформатора цркве.

### Лоларди
Поред реформних планова државне власти и буржоазије расло је дубоко незадовољство црквом међу широким слојевима трудбеника и, нарочито, сељаштва. Црква је за сељака била један од најсуровијих експлоататора. Нигде феудалне обавезе нису биле тако сурове и нигде нису тако упорно захтеване као на земљи »узорних газда« тога времена — манастира и епископија. Црквени сениори упорно су се држали кметства и кулука. Црква је прогонила сељака тражењем својих десетака и других дажбина. Буржоаска реформација оличена у Виклифу тежила је да искористи то народно незадовољство да би изазвала широк покрет против католичке цркве. Тај покрет налази подршку и међу нижим свештенством. Многи његови представници живели су полусиротињски, мрзели богату цркву и разумевали народне невоље.
Виклиф је по земљи слао своје ученике и следбенике. Ти сиромашни свештеници или лоларди, одевени у грубе вунене мантије, свуда су проповедали Виклифово учење и иступали против богате и моћне цркве. Али, у њихове проповеди почели су да се увлаче и други мотиви. Проповедајући међу сељацима, настојећи да уобличе њихове тежње, лоларди почињу да проповедају и против феудалаца, народних угњетача, и против злоупотреба краљевских чиновника. Они изобличују неправедност поретка у коме једни морају читавог века да раде за друге. Они су говорили да је бог људе створио једнакима. »Кад је Адам орао, а Ева прела, где су тада били племићи?«.
Међу тим народним проповедницима нарочито се истицао својим талентом и снагом убеђивања Џон Бул. Он је захтевао укидање црквеног десетка и одузимање цркви њених огромних имања. Црквене су га власти мрзеле и гониле, али га је народ скривао. Најзад је био ухваћен и бачен у тамницу кентеберијског архиепископа.

### Образовање енглеске нације
До XIV века још се не може говорити о једној енглеској нацији у смислу заједничког језика и културе. Аристократија се састојала од Нормандијаца и Француза. Они се нису стопили са Англо-Саксима, говорили су француски и по својој култури били су ближи Французима него Англо-Саксима. Освајачи Енглеске сами су себе називали »Францима«. Летописи још дуго супротстављају »Нормане« »Англима«. На француском или латинском вођена је администрација краљевске курије, писани су закони, састављане хронике. Француска ритерска песма и роман служили су аристократији као разонода. Али, отприлике од XIV века победници и побеђени почињу да се стапају у једну нацију — енглеску.
Главну улогу у образовању енглеске нације играло је унутрашње уједињавање земље, пораст робне производње у земљи, трговачких веза и јачање државног јединства. Главне носиоце нове националне културе представљају буржоазија и ритери. Те групе, више од свих других повезане с порастом робно-новчане привреде, тежиле су јачању националног јединства. У њиховој средини изграђује се општеенглески књижевни језик. Он је формиран на бази англо-саске граматике под знатним утицајем француског и латинског језика. Буржоазија и ритери, којима је матерњи језик био англо-саски, узели су из језика више класе, књижевности и цркве много израза који су недостајали у народном језику. У XIV веку јавља се низ прозних писаца и песника који пишу на енглеском језику; свето писмо преведено је на енглески језик. У XIV веку пише на енглеском језику један од највећих песника Енглеске, Џофри Чосер.
Чосер и Виклиф су представници нове буржоаске културе. Сваки се од њих бори у својој области с феудалном идеологијом. Док је Виклиф положио основе буржоаској цркви, Чосер је био један од родоначелника буржоаског реализма у књижевности. Обојица одражавају пораст националне свести младе енглеске буржоазије.
Енглески језик тек постепено потискује латински и француски језик из суда и парламента. До краја XV века парламентарни акти писани су на француском. Латински остаје језик цркве и науке. Али говорни језик свих класа друштва и језик књижевности постаје енглески.

### Навигациони акт
Настанак и стварање енглеске трговачке флоте пада у доба Едварда III. Тада је био издат први »Навигациони акт« (1369 г.), којим се наређивало енглеским трговцима да се за превоз своје робе служе енглеским а не страним бродовима.

## Породично стабло
|  |                                                      |  |  |  |  |  |  |  |  |  |  |  |  |  |  |  |
|  | 16. Јован без Земље                                  |  |  |  |  |  |  |  |  |  |  |  |  |  |  |  |
|  |                                                      |  |  |  |  |  |  |  |  |  |  |  |  |  |  |  |
|  |                                                      |  |  |  |  |  |  |  |  |  |  |  |  |  |  |  |
|  | 8. Хенри III Плантагенет                             |  |  |  |  |  |  |  |  |  |  |  |  |  |  |  |
|  |                                                      |  |  |  |  |  |  |  |  |  |  |  |  |  |  |  |
|  |                                                      |  |  |  |  |  |  |  |  |  |  |  |  |  |  |  |
|  | 17. Изабела Анголемеска                              |  |  |  |  |  |  |  |  |  |  |  |  |  |  |  |
|  |                                                      |  |  |  |  |  |  |  |  |  |  |  |  |  |  |  |
|  |                                                      |  |  |  |  |  |  |  |  |  |  |  |  |  |  |  |
|  | 4. Едвард I Плантагенет                              |  |  |  |  |  |  |  |  |  |  |  |  |  |  |  |
|  |                                                      |  |  |  |  |  |  |  |  |  |  |  |  |  |  |  |
|  |                                                      |  |  |  |  |  |  |  |  |  |  |  |  |  |  |  |
|  | 18. Рамон Беренгер IV од Провансе                    |  |  |  |  |  |  |  |  |  |  |  |  |  |  |  |
|  |                                                      |  |  |  |  |  |  |  |  |  |  |  |  |  |  |  |
|  |                                                      |  |  |  |  |  |  |  |  |  |  |  |  |  |  |  |
|  | 9. Елеонора од Провансе                              |  |  |  |  |  |  |  |  |  |  |  |  |  |  |  |
|  |                                                      |  |  |  |  |  |  |  |  |  |  |  |  |  |  |  |
|  |                                                      |  |  |  |  |  |  |  |  |  |  |  |  |  |  |  |
|  | 19. Беатриче Савојска                                |  |  |  |  |  |  |  |  |  |  |  |  |  |  |  |
|  |                                                      |  |  |  |  |  |  |  |  |  |  |  |  |  |  |  |
|  |                                                      |  |  |  |  |  |  |  |  |  |  |  |  |  |  |  |
|  | 2. Едвард II Плантагенет                             |  |  |  |  |  |  |  |  |  |  |  |  |  |  |  |
|  |                                                      |  |  |  |  |  |  |  |  |  |  |  |  |  |  |  |
|  |                                                      |  |  |  |  |  |  |  |  |  |  |  |  |  |  |  |
|  | 20. Алфонсо IX од Леона                              |  |  |  |  |  |  |  |  |  |  |  |  |  |  |  |
|  |                                                      |  |  |  |  |  |  |  |  |  |  |  |  |  |  |  |
|  |                                                      |  |  |  |  |  |  |  |  |  |  |  |  |  |  |  |
|  | 10. Фернандо III од Кастиље                          |  |  |  |  |  |  |  |  |  |  |  |  |  |  |  |
|  |                                                      |  |  |  |  |  |  |  |  |  |  |  |  |  |  |  |
|  |                                                      |  |  |  |  |  |  |  |  |  |  |  |  |  |  |  |
|  | 21. Беренгела од Кастиље                             |  |  |  |  |  |  |  |  |  |  |  |  |  |  |  |
|  |                                                      |  |  |  |  |  |  |  |  |  |  |  |  |  |  |  |
|  |                                                      |  |  |  |  |  |  |  |  |  |  |  |  |  |  |  |
|  | 5. Елеонора Кастиљска                                |  |  |  |  |  |  |  |  |  |  |  |  |  |  |  |
|  |                                                      |  |  |  |  |  |  |  |  |  |  |  |  |  |  |  |
|  |                                                      |  |  |  |  |  |  |  |  |  |  |  |  |  |  |  |
|  | 22. Simon of Dammartin, Count of Ponthieu and Aumale |  |  |  |  |  |  |  |  |  |  |  |  |  |  |  |
|  |                                                      |  |  |  |  |  |  |  |  |  |  |  |  |  |  |  |
|  |                                                      |  |  |  |  |  |  |  |  |  |  |  |  |  |  |  |
|  | 11. Жана од Понтјеа                                  |  |  |  |  |  |  |  |  |  |  |  |  |  |  |  |
|  |                                                      |  |  |  |  |  |  |  |  |  |  |  |  |  |  |  |
|  |                                                      |  |  |  |  |  |  |  |  |  |  |  |  |  |  |  |
|  | 23. Marie, Countess of Ponthieu                      |  |  |  |  |  |  |  |  |  |  |  |  |  |  |  |
|  |                                                      |  |  |  |  |  |  |  |  |  |  |  |  |  |  |  |
|  |                                                      |  |  |  |  |  |  |  |  |  |  |  |  |  |  |  |
|  | 1. Едвард III Плантагенет                            |  |  |  |  |  |  |  |  |  |  |  |  |  |  |  |
|  |                                                      |  |  |  |  |  |  |  |  |  |  |  |  |  |  |  |
|  |                                                      |  |  |  |  |  |  |  |  |  |  |  |  |  |  |  |
|  | 24. Луј IX                                           |  |  |  |  |  |  |  |  |  |  |  |  |  |  |  |
|  |                                                      |  |  |  |  |  |  |  |  |  |  |  |  |  |  |  |
|  |                                                      |  |  |  |  |  |  |  |  |  |  |  |  |  |  |  |
|  | 12. Филип III Храбри                                 |  |  |  |  |  |  |  |  |  |  |  |  |  |  |  |
|  |                                                      |  |  |  |  |  |  |  |  |  |  |  |  |  |  |  |
|  |                                                      |  |  |  |  |  |  |  |  |  |  |  |  |  |  |  |
|  | 25. Маргарета од Провансе                            |  |  |  |  |  |  |  |  |  |  |  |  |  |  |  |
|  |                                                      |  |  |  |  |  |  |  |  |  |  |  |  |  |  |  |
|  |                                                      |  |  |  |  |  |  |  |  |  |  |  |  |  |  |  |
|  | 6. Филип IV                                          |  |  |  |  |  |  |  |  |  |  |  |  |  |  |  |
|  |                                                      |  |  |  |  |  |  |  |  |  |  |  |  |  |  |  |
|  |                                                      |  |  |  |  |  |  |  |  |  |  |  |  |  |  |  |
|  | 26. Ђауме I од Арагона                               |  |  |  |  |  |  |  |  |  |  |  |  |  |  |  |
|  |                                                      |  |  |  |  |  |  |  |  |  |  |  |  |  |  |  |
|  |                                                      |  |  |  |  |  |  |  |  |  |  |  |  |  |  |  |
|  | 13. Изабела Арагонска                                |  |  |  |  |  |  |  |  |  |  |  |  |  |  |  |
|  |                                                      |  |  |  |  |  |  |  |  |  |  |  |  |  |  |  |
|  |                                                      |  |  |  |  |  |  |  |  |  |  |  |  |  |  |  |
|  | 27. Јоланда од Угарске                               |  |  |  |  |  |  |  |  |  |  |  |  |  |  |  |
|  |                                                      |  |  |  |  |  |  |  |  |  |  |  |  |  |  |  |
|  |                                                      |  |  |  |  |  |  |  |  |  |  |  |  |  |  |  |
|  | 3. Изабела Француска                                 |  |  |  |  |  |  |  |  |  |  |  |  |  |  |  |
|  |                                                      |  |  |  |  |  |  |  |  |  |  |  |  |  |  |  |
|  |                                                      |  |  |  |  |  |  |  |  |  |  |  |  |  |  |  |
|  | 28. Теобалд I од Наваре                              |  |  |  |  |  |  |  |  |  |  |  |  |  |  |  |
|  |                                                      |  |  |  |  |  |  |  |  |  |  |  |  |  |  |  |
|  |                                                      |  |  |  |  |  |  |  |  |  |  |  |  |  |  |  |
|  | 14. Енрике I од Наваре                               |  |  |  |  |  |  |  |  |  |  |  |  |  |  |  |
|  |                                                      |  |  |  |  |  |  |  |  |  |  |  |  |  |  |  |
|  |                                                      |  |  |  |  |  |  |  |  |  |  |  |  |  |  |  |
|  | 29. Маргарета од Бурбона                             |  |  |  |  |  |  |  |  |  |  |  |  |  |  |  |
|  |                                                      |  |  |  |  |  |  |  |  |  |  |  |  |  |  |  |
|  |                                                      |  |  |  |  |  |  |  |  |  |  |  |  |  |  |  |
|  | 7. Џоана I од Наваре                                 |  |  |  |  |  |  |  |  |  |  |  |  |  |  |  |
|  |                                                      |  |  |  |  |  |  |  |  |  |  |  |  |  |  |  |
|  |                                                      |  |  |  |  |  |  |  |  |  |  |  |  |  |  |  |
|  | 30. Роберт I Артоа                                   |  |  |  |  |  |  |  |  |  |  |  |  |  |  |  |
|  |                                                      |  |  |  |  |  |  |  |  |  |  |  |  |  |  |  |
|  |                                                      |  |  |  |  |  |  |  |  |  |  |  |  |  |  |  |
|  | 15. Бланш од Артоа                                   |  |  |  |  |  |  |  |  |  |  |  |  |  |  |  |
|  |                                                      |  |  |  |  |  |  |  |  |  |  |  |  |  |  |  |
|  |                                                      |  |  |  |  |  |  |  |  |  |  |  |  |  |  |  |
|  | 31. Матилда од Брабанта                              |  |  |  |  |  |  |  |  |  |  |  |  |  |  |  |
|  |                                                      |  |  |  |  |  |  |  |  |  |  |  |  |  |  |  |
|  |                                                      |  |  |  |  |  |  |  |  |  |  |  |  |  |  |  |

## Синови Едварда III и Рат ружа
Рат ружа је био рат за наслеђе енглеског трона, а водио се међу наследницима 5 синова од Едварда III. Свака од 5 грана је на свој начин полагала право на круну.
Тих 5 синова су :
- Едвард Црни Принц (1330—1376), војвода од Корнвола, принц од Велса.

Био је најстарији син Едварда III. Његово једино преживело дете је Ричард II, који је постао краљ 1377. године. Ричард II међутим није имао наследника.
- Лајонел од Антверпена, 1. војвода од Кларенса (1338—1368)
- Џон од Гента (1340—1399), војвода од Ланкастера
- Едмунд од Ланглија (1341—1402), војвода од Јорка
- Томас Вудсток (1355—1397), војвода од Глостера